# Cotorreta alagroga
La cotorreta alagroga (Brotogeris chiriri) és una espècie d'ocell de la família dels psitàcids que habita boscos, sabanes i matolls del nord i est de Bolívia i nord-oest de l'Argentina, centre i sud del Brasil, est del Paraguai i nord-est de l'Argentina.